# Jussas
Jussas ist eine französische Gemeinde mit 153 Einwohnern (Stand: 1. Januar 2022) im Département Charente-Maritime in der Region Nouvelle-Aquitaine (vor 2016 Poitou-Charentes). Sie gehört zum Arrondissement Jonzac und zum Kanton Les Trois Monts. Die Einwohner werden Jussacais genannt.

## Lage
Jussas liegt im Süden der Saintonge etwa 60 Kilometer nordnordöstlich von Bordeaux. Umgeben wird Jussas von den Nachbargemeinden Montendre im Westen und Norden, Sousmoulins im Nordosten, Polignac im Osten, Chepniers im Südosten und Süden sowie Corignac im Südwesten.

## Bevölkerungsentwicklung
| Jahr                       | 1962 | 1968 | 1975 | 1982 | 1990 | 1999 | 2006 | 2013 | 2019 |
| Einwohner                  | 128  | 107  | 120  | 123  | 96   | 104  | 101  | 124  | 158  |
| Quellen: Cassini und INSEE |      |      |      |      |      |      |      |      |      |

## Sehenswürdigkeiten
- Kirche Saint-Georges

Siehe auch: Liste der Monuments historiques in Jussas

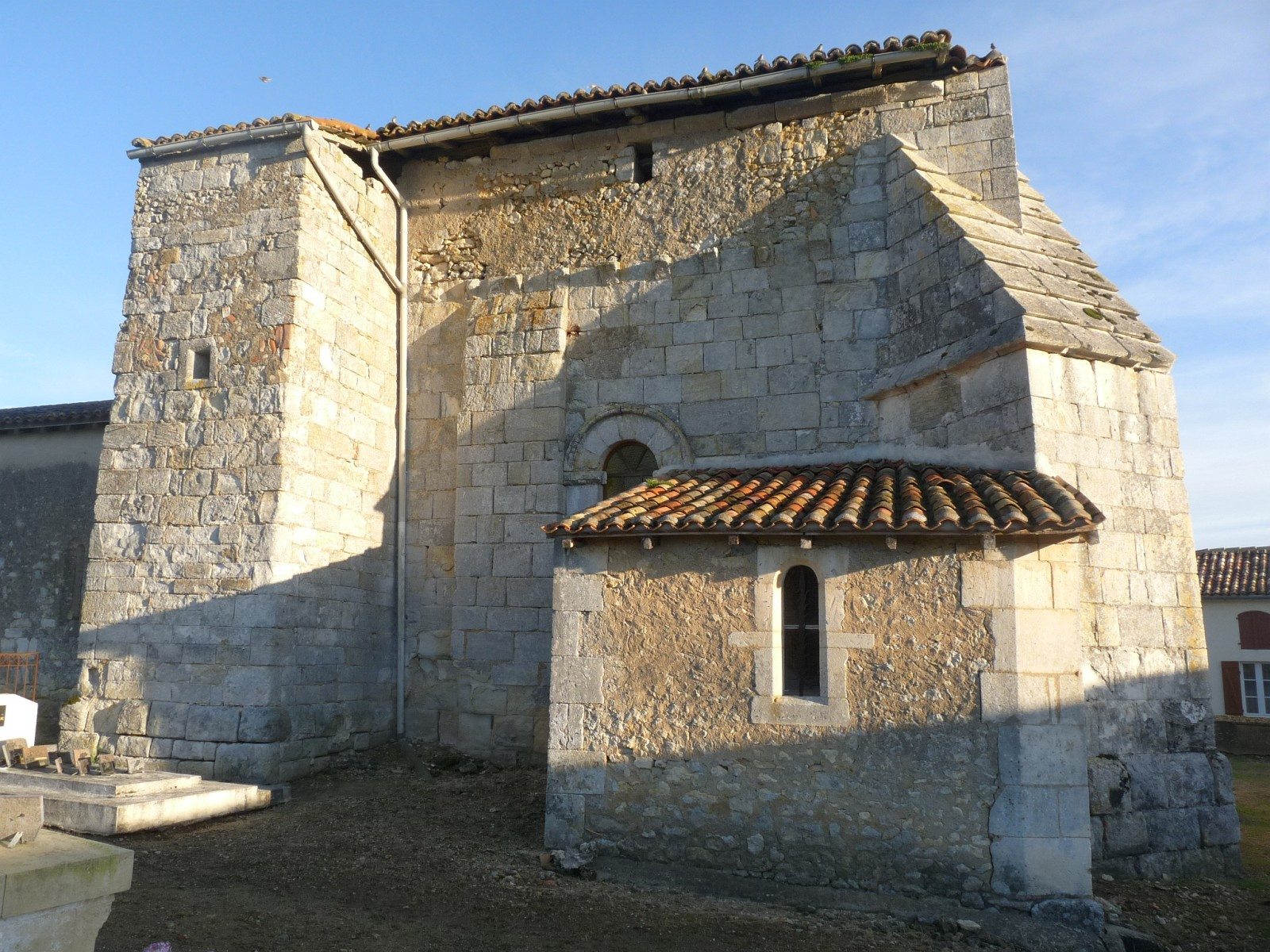
Kirche Saint-Georges